# Zeche Kucks
Die Zeche Kucks in Essen-Werden-Hamm ist ein ehemaliges Steinkohlenbergwerk. Sie war auch unter dem Namen Zeche Kux bekannt.

## Bergwerksgeschichte
Bereits im 18. Jahrhundert wurde auf dem Bergwerk Steinkohle abgebaut, jedoch ohne eine Belehnung. Im Jahr 1802 wurden pro Tag 28 Ringel Steinkohle gefördert. Im Jahr 1803 war das Bergwerk nachweislich in Betrieb. Im Jahr 1805 wurde am Schacht 8 abgebaut. Im Jahr 1811 waren die Schächte 7 und 8 in Förderung. Im Jahr 1813 waren die Schächte 5 und 7 in Förderung. Im Jahr 1817 wurde am Schacht Fortuna abgebaut. Im Jahr 1819 waren die Schächte Christina und Maas in Förderung. Aus diesem Jahr stammen die einzigen bekannten Belegschaftszahlen, es waren 13 Bergleute auf dem Bergwerk beschäftigt. Im Jahr 1820 konsolidierte die Zeche Kucks mit der Zeche Schinkenbank in der Honschaft Fischlaken zur Zeche Vereinigte Kucks & Schinkenbank.